# Cololejeunea japonica
Cololejeunea japonica là một loài Rêu trong họ Lejeuneaceae. Loài này được (Schiffner) Mizut. mô tả khoa học đầu tiên năm 1961.